# 제5회 청룡영화상
제5회 청룡영화상은 1967년 12월 20일에 열린 시상식이다.

## 수상 및 후보

### 최우수 작품상
- 산불 - 태창흥업 수상
- 흥부와 놀부 - 은영필름 수상

### 감독상
- 사격장의 아이들 - 김수용 수상

### 남우주연상
- 만선 - 김승호 수상

### 여우주연상
- 산불 - 주증녀 수상

### 남우조연상
- 산 - 김희갑 수상

### 여우조연상
- 까치 소리 - 한은진 수상

### 촬영상
- 만추 - 서정민 수상
- 사격장의 아이들 - 홍동혁 수상

### 음악상
- 만선 - 정윤주 수상
- 한 - 박석인 수상

### 기술상
- 한 - 차정남(조명) 수상
- 오영일 수상

### 각본상
- 산불 - 신봉승 수상

### 장려상
- 송인숙 수상

### 인기남우상
- 김진규 수상
- 강신성일 수상
- 신영균 수상

### 인기여우상
- 김지미 수상
- 남정임 수상
- 윤정희 수상